# Projekt Jurabog
Projekt Jurabog er et dansk projekt der søger at digitalisere ældre bøger indenfor det juridiske område.
Initiativet til projektet blev taget af Mads Bryde Andersen i 2016 og sikrede sig finansiering gennem Dreyers Fond.
I styregruppe er nu foruden Mads Bryde Andersen Morten Rosenmeier og repræsentanter fra Det Kongelige Bibliotek, Djøf Forlag, Karnov Group og G.E.C. Gads Forlag.
En hjemmeside er oprettet under Københavns Universitet hvor de digitaliserede værker er tilgængelige.

## Eksempler på digitaliserede udgaver
- Knud Waaben (1966), Den amerikanske neger og forfatningen, København: Gyldendal, Wikidata  Q123255509
- Isi Foighel; Hans Gammeltoft-Hansen (1970), Automobilforhandlerkontrakter. en analyse, Nyt Nordisk Forlag Arnold Busck, ISBN 87-17-01238-4, OL 20366440M, Wikidata  Q99518918
- Hans Gammeltoft-Hansen (1984), Flygtningeret, Jurist- og Økonomforbundets Forlag, ISBN 87-574-4250-9, OL 2993426M, Wikidata  Q99518960
- Jane Bolander (1999), Skat ved gældseftergivelse, København, ISBN 87-619-0085-0, OL 30137082M, Wikidata  Q99501322
- Birgitte Krejsager (2017), Forskningsfrihed - akademisk frihed og innovationsdreven universitetsforskning, Wikidata  Q99519063

## Eksterne links
- https://jura.ku.dk/jurabog/

## Henvisning
1. ↑  Nanna Balslev (6. november 2018). "Jura digitaliserer sjældne bøger". Uniavisen.
2. ↑  https://jura.ku.dk/jurabog/om-projekt-jurabog/kort-om-projekt-jurabog/